# Chai lá cong
Chai lá cong hay chai lá lệch (danh pháp khoa học: Shorea falcata) là một loài thực vật thuộc họ Dipterocarpaceae. Đây là loài đặc hữu của Việt Nam.